# Filialkirche hl. Christophorus (Liesing)

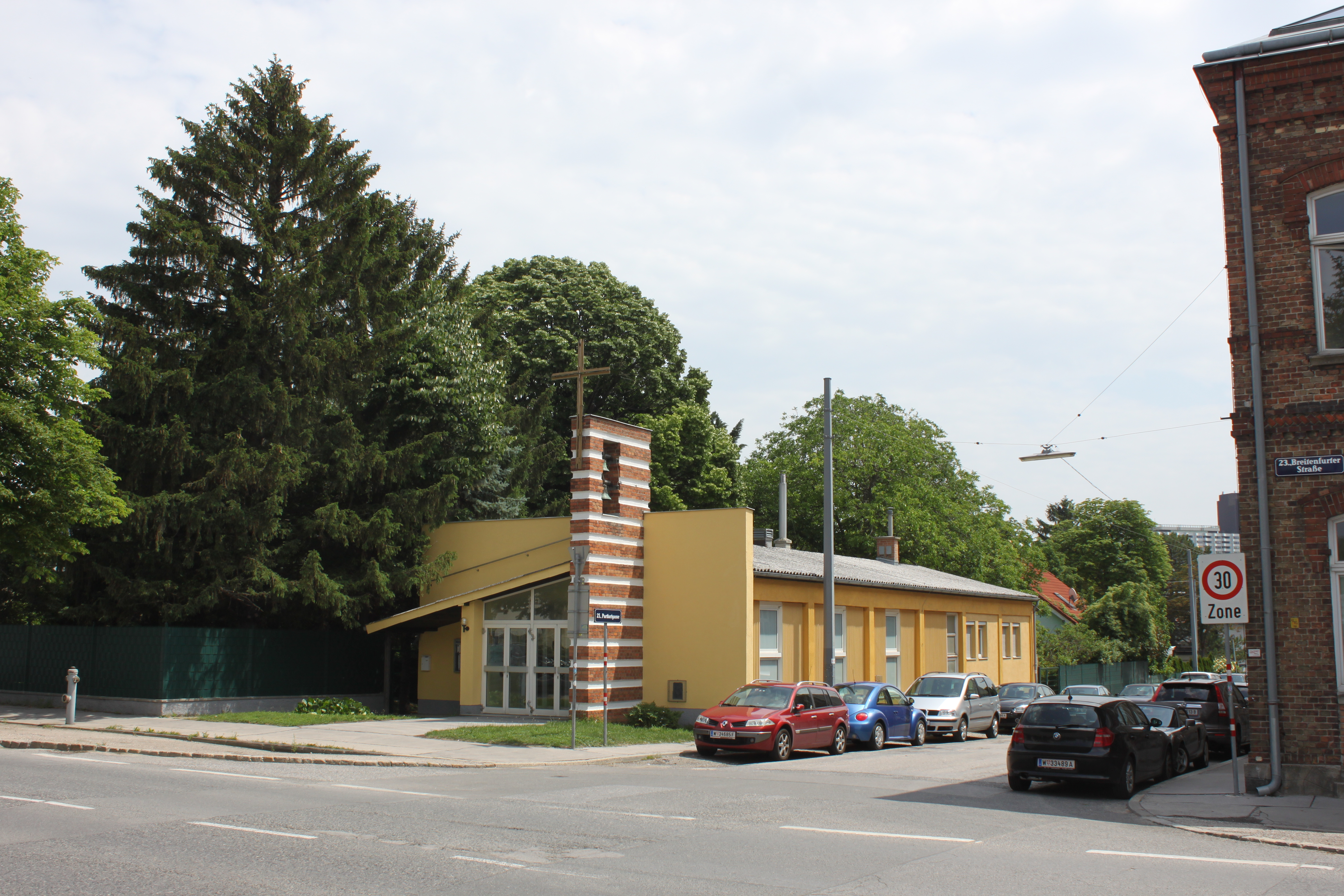
Katholische Filialkirche hl. Christophorus in Atzgersdorf im Bezirk Liesing

Die Filialkirche hl. Christophorus steht an der Breitenfurter Straße im 23. Wiener Gemeindebezirk Liesing in der Stadt Wien. Die dem heiligen Christophorus geweihte römisch-katholische Filialkirche der Pfarre Atzgersdorf gehört zum Stadtdekanat 23 der Erzdiözese Wien.

## Geschichte
Die Kirche wurde 1960 nach den Plänen des Architekten Erwin Plevan als Notkirche der Pfarre Atzgersdorf errichtet. 2001 wurde die Kirche auf Anregung des Weihbischofs Helmut Krätzl unter dem Dechant und Pfarrer Otto Novotny renoviert.

## Architektur
Die Kirche steht in der Breitenfurter Straße 217 Ecke Parttartgasse in einem bewaldeten Grundstück.
Der Rechteckbau unter einem flachen Satteldach zeigt zur Breitenfurter Straße einen vorgestellten Glockenträger mit einer Ziegelbänderung, in einem Schlitz mit zwei Glocken, aufgesetzt stirnseitig ist ein Kreuz aus Metall. Die Hinterglasbilder schuf der Maler Walter Hovourek.

## Ausstattung
Im rechteckigen Saalraum unter einer Flachdecke hängt ein Bild hl. Christophorus aus der Bauzeit.